# Monica Tricario
Monica Francesca Tricario (geboren 1963) ist eine italienische Architektin, Gründungsmitglied und Gesellschafterin des Mailänder Architekturbüros piuarch.

## Leben

### Ausbildung und erste Berufserfahrung
Tricario studierte Architektur am Polytechnikum Mailand. Zeitgleich arbeitete sie im Bereich Industriedesign mit Achille Castiglioni zusammen.
Von 1988 bis 1996 war Tricario im Architekturbüro von Vittorio Gregotti in Mailand angestellt. Dort lernte sie Francesco Fresa, Germán Fuenmayor und Gino Garbellini kennen.

### Architekturbüro piuarch oder +arch
Gemeinsam gründeten die vier Architekten 1996 das Architekturbüro piuarch mit Sitz in Mailand. Das Architekturbüro wurde durch seine Entwürfe für die Modemarken Dolce & Gabbana, Gucci, Fendi and Givenchy bekannt. Es wurde als italienisches Architekturbüro 2013 geehrt, erhielt zwei Goldmedaillen auf der Mailänder Architektur-Triennale und war mehrfach auf der Architektur-Biennale in Venedig vertreten.
Tricario ist ein von vier Gesellschaftern von piuarch und Geschäftsführerin des Verwaltungsrates. Das Büro kooperiert mit bis zu 40 Freiberuflern.

„Architektur ist heute - wie ein Großteil der Berufe - immer weniger eine männliche Domäne. Architekt sein heißt die Dinge sehen, unabhängig von der Tatsache, ob Mann oder Frau. In unserem Büro, das aus vier Partnern besteht, von denen drei Männer sind, ist mein größter Beitrag wohl der, dass ich der Gruppe Zusammenhalt verleihe und zwischen den Ideen und den Persönlichkeiten aller vermittle.“

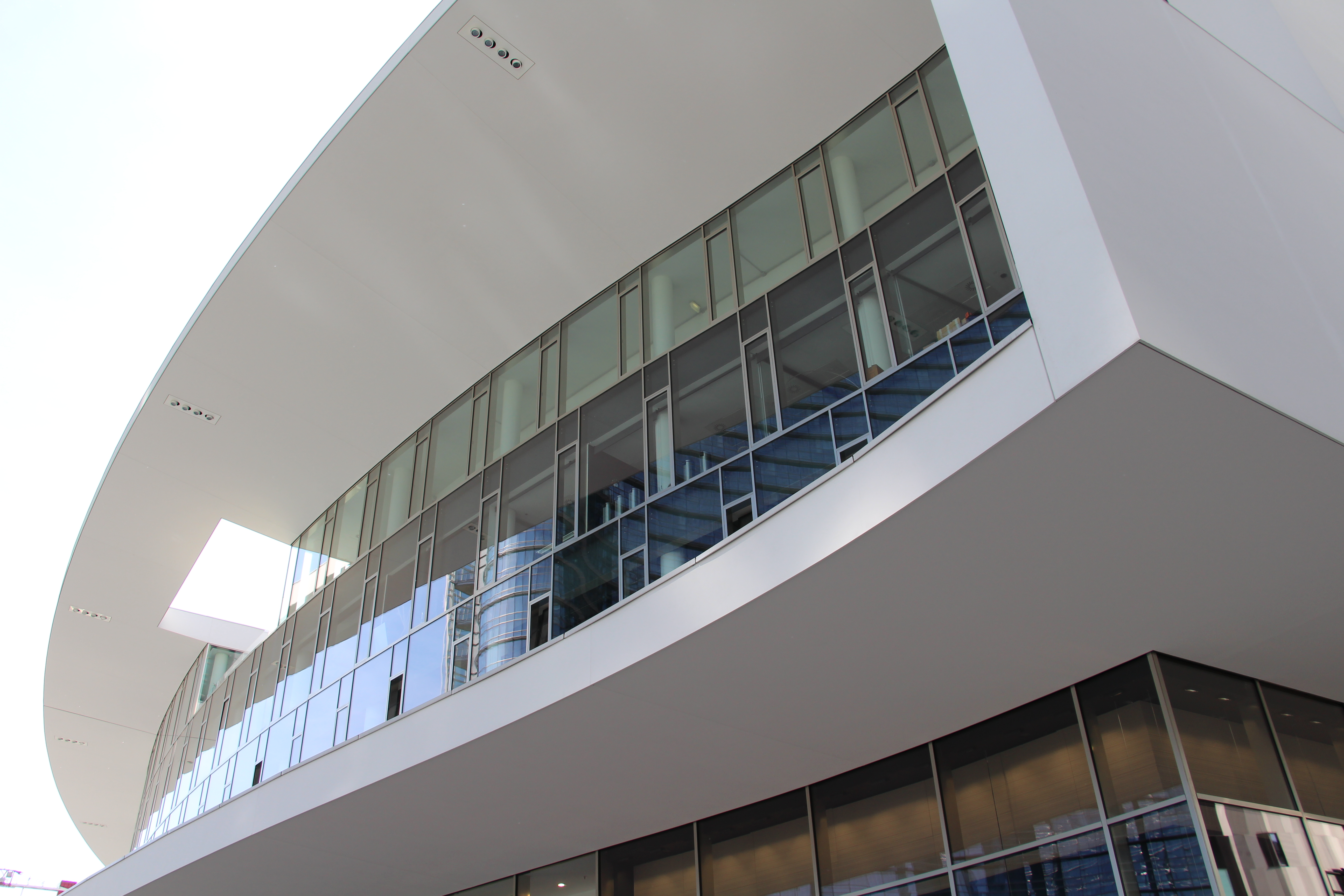
Porta Nuova Building an der Piazza Gae Aulenti in Mailand

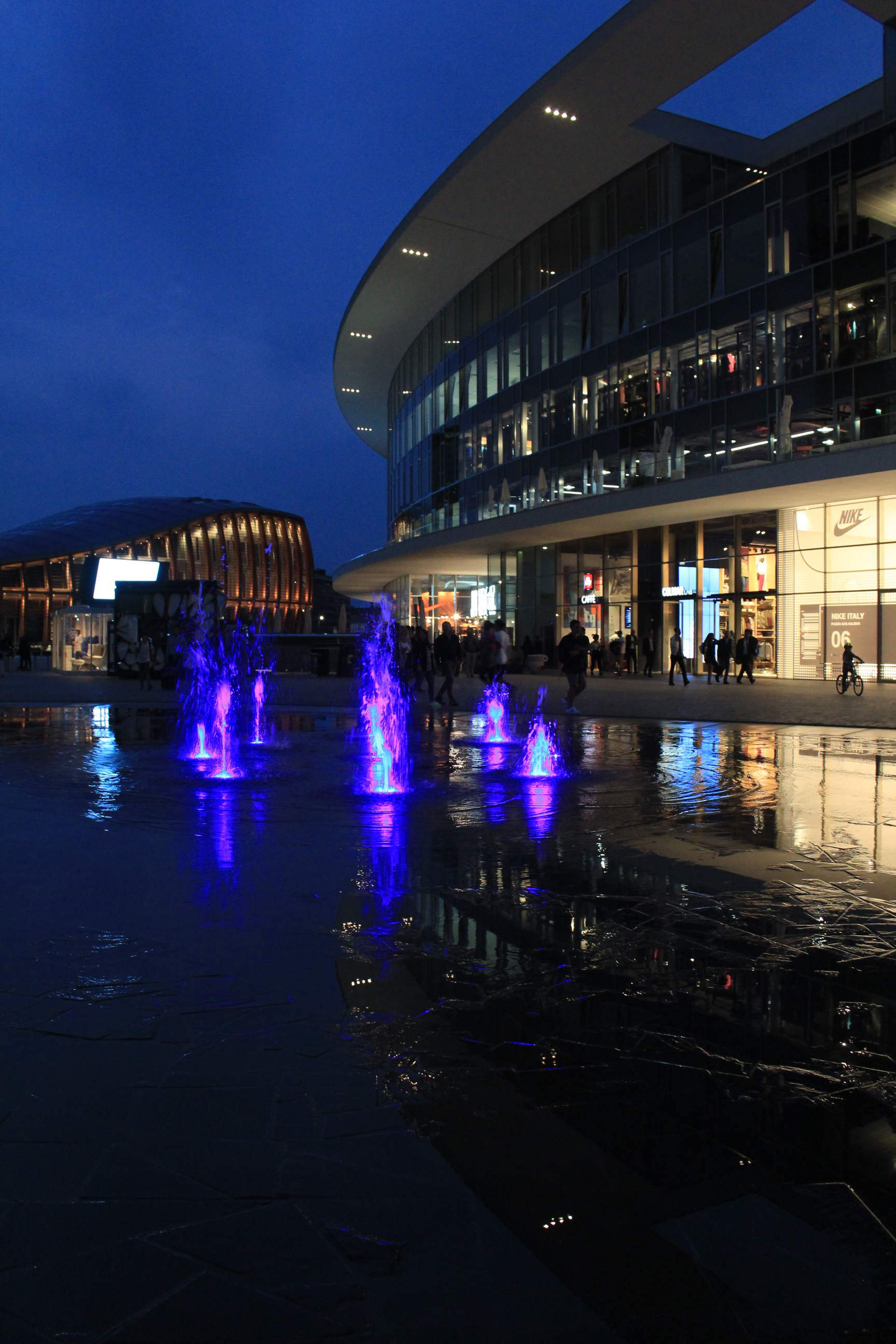
Porta Nuova Building an der Piazza Gae Aulenti bei Nacht

Agata Toromanoff stellt Monica Tricario als erfolgreiche Architektin vor und greift drei eindrucksvolle Projekte heraus: die Quattro Corti (Vier Höfe) in Sankt Petersburg (2010), das Porta Nuova Building (2013) und der Gucci Hub (2016) beide in Mailand. Bei den Quattro Corti handelt es sich um ein Geschäftszentrum mit vier Innenhöfen, die mit unterschiedlich farbigen Glasfassaden gestaltet sind: gold, grün, azurblau und weiß. Die Glasscheiben sind mit unterschiedlichen Winkeln in die Fassade eingebaut und spiegeln so mit wechselnden Wirkungen die Lichtverhältnisse eines Tages. Das Porta Nuova Building wurde im Rahmen der Neugestaltung des Viertels Porta Nuova als Verbindung zwischen den neuen Wolkenkratzern und einem alten Fabrikgebäude entworfen. Das sechsstöckige Geschäfts- und Bürogebäude hat Zugang von der Piazza Gae Aulenti. Mit dem Gucci Hub wurde eine neue Hauptverwaltung für Gucci auf dem Fabrikgelände der ehemaligen Flugzeugfabrik Aeroplani Caproni S.A. geschaffen. Die alten niedrigen Fabrikgebäude aus den 1920er Jahren wurden in weitläufige Büros, Werkstätten und Präsentationsräume umgestaltet. Zudem entstand quasi als Turm ein neues mehrstöckiges Verwaltungsgebäude.
Auch wenn nie alle Gesellschafter gleichzeitig am selben Projekt arbeiten, betonen alle, dass jedes Projekt zusammen entwickelt wird und jeder Teilhaber dafür seine spezifischen Fähigkeiten einbringt. Als Frau und Gesellschafterin in einem international agierenden, sehr erfolgreichen Architekturbüro ist Tricario häufig Interviewpartnerin. Für die Projekte zeichnet jedoch immer piuarch als Architekturbüro.

### Kontroversen
Im September 2021 wurde publik, dass Monica Tricario im Frühjahr 2020 zu Beginn der COVID-19-Pandemie ihre freiberuflichen Mitarbeiter dazu aufgefordert hatte, die vom Staat gewährten Hilfen in Höhe von 600 Euro in Anspruch zu nehmen. Mit der Inanspruchnahme sollten die freien Mitarbeiter auf ihre Ansprüche in gleicher Höhe gegenüber dem Architekturbüro verzichten und das Büro bei gleicher Arbeitsleistung in der schwierigen Zeit entlasten. Aus den hinterlegten Bilanzen des Geschäftsjahres 2020 geht hervor, dass das Architekturbüro piuarch sowohl den Umsatz als auch den Gewinn im vermeintlichen Krisenjahr 2020 steigern konnten. Zudem wurde von Monica Tricario und den anderen drei gleichberechtigten Gesellschaftern die Auszahlung einer Dividende von 160.000 Euro beschlossen. Zugleich lassen die Bilanzangaben den Schluss zu, dass die freien Mitarbeiter sich in einer Scheinselbständigkeit befanden.